# 朗之万-瓦隆计划
第二次世界大战之后在法国兴起了反思如何进行教育现代化的思潮。这个思潮的发端是因为经过二次世界大战法国社会“经受了迅速演变和发生了一些根本变化。生产机械化，新能源的利用，运输与传递手段的发展，工业集中，产品增加，女子大量进入经济生活以及基础教育的扩展”，但是基础教育领域并没有回应社会提出的新的挑战。在1947年由物理学家朗之万和儿童心理学家瓦隆先后领导的委员会向教育部提交了新的改革方案，这也就是后来被称为“朗之万-瓦隆计划”的法国战后经典教育文献。其主旨精神是体现教育民主化和个性化。
法案提出了六大原则：
1. 实现社会公正，男女青年不论家庭和社会地位、种族出身如何，都有受适合其自身才能的教育的平等权利。
2. 各种类型的教育和训练方式，居于同等地位
3. 普通教育是一切专门教育和职业教育的基础，学校应该称为传播普通文化的中心
4. 学校教育应该重视学生的才能、兴趣、禀赋的发展，并给以学科指导，使学生能够适应社会的需要
5. 建立单一的前后连贯的学校制度，各级教育实现免费
6. 加强师资培训，提高教师地位。